# Seznam dílů seriálu The Arrangement
Toto je seznam dílů seriálu The Arrangement. Americký dramatický seriál The Arrangement měl premiéru 5. března 2017 na stanici E!.

## Přehled řad
| Řada | Díly | Premiéra v USA  | Premiéra v USA  |
| Řada | Díly | První díl       | Poslední díl    |
| ---- | ---- | --------------- | --------------- |
| 1    | 10   | 5. března 2017  | 7. května 2017  |
| 2    | 10   | 11. března 2017 | 13. května 2018 |

## Seznam dílů

### První řada (2017)
| Č. v seriálu | Č. v řadě | Původní název     | Režie                     | Scénář            | Premiéra v USA  |
| ------------ | --------- | ----------------- | ------------------------- | ----------------- | --------------- |
| 1            | 1         | Pilot             | Ken Olin                  | Jonathan Abrahams | 5. března 2017  |
| 2            | 2         | The Ex            | Jonas Pate                | Jonathan Abrahams | 12. března 2017 |
| 3            | 3         | The Leak          | Elizabeth Allen Rosenbaum | Jonathan Abrahams | 19. března 2017 |
| 4            | 4         | Crashing          | Elizabeth Allen Rosenbaum | Patricia Resnick  | 26. března 2017 |
| 5            | 5         | Temptation        | Carol Banker              | Rob Bragin        | 2. dubna 2017   |
| 6            | 6         | Control           | Carol Banker              | Leah Benavides    | 9. dubna 2017   |
| 7            | 7         | Trips             | Lukas Ettlin              | Mel Cowan         | 16. dubna 2017  |
| 8            | 8         | The Betrayal      | Lukas Ettlin              | Olivia Briggs     | 23. dubna 2017  |
| 9            | 9         | Sins              | Jonas Pate                | Rob Bragin        | 30. dubna 2017  |
| 10           | 10        | The New Narrative | Jonas Pate                | Jonathan Abrahams | 7. května 2017  |

### Druhá řada (2018)
| Č. v seriálu | Č. v řadě | Původní název     | Režie                 | Scénář                     | Premiéra v USA  |
| ------------ | --------- | ----------------- | --------------------- | -------------------------- | --------------- |
| 11           | 1         | The Long Game     | Robert Duncan McNeill | Jonathan Abrahams          | 11. března 2018 |
| 12           | 2         | Surface Tension   | Michael Goi           | Mel Cowan                  | 18. března 2018 |
| 13           | 3         | The Sessions      | Norman Buckley        | Adam Milch                 | 25. března 2018 |
| 14           | 4         | Scene 23          | Alexis Ostrander      | Leah Benavides             | 1. dubna 2018   |
| 15           | 5         | You Are Not Alone | Tanya Wexler          | Roger Grant                | 8. dubna 2018   |
| 16           | 6         | The Break Up      | Robert Duncan McNeill | Olivia Briggs              | 15. dubna 2018  |
| 17           | 7         | On Location       | Robert Duncan McNeill | Leah Benavides a Mel Cowan | 22. dubna 2018  |
| 18           | 8         | Paso Robles       | Janice Cooke          | Roger Grant                | 29. dubna 2018  |
| 19           | 9         | Truth             | Jonathan Frakes       | Adam Milch                 | 6. května 2018  |
| 20           | 10        | Suite Revenge     | Robert Duncan McNeill | Jonathan Abrahams          | 13. května 2018 |